# Mindzsung kogurjói király
Mindzsung (Minjung) (? – 48) az ókori Kogurjo (Goguryeo) állam negyedik királya volt.

## Élete
He Szekcsu (Hae Sekju) néven született. A Szamguk szagi (Samguk sagi) szerint Juri (Yuri) fia, Temusin (Daemusin) öccse volt, és azért került trónra bátyja halálát követően, mert Temusin (Daemusin) fia, He U (해우, Hae U) még nagyon fiatal volt az uralkodáshoz. (He U (Hae U) Mindzsung (Minjung) halálát követően lépett a trónra, mint Mobon király.) A Szamguk jusza (Samguk yusa) szerint Temusin (Daemusin) fia és He U (Hae U) bátyja volt.
Uralkodása negyedik évében vadászat közben egy Mindzsungvon (민중원, 閔中原, Minjungwon) nevű barlangban pihent meg, amely annyira megtetszett neki, hogy azt kérte, halála után itt temessék el. Így is történt, és a helyről kapta posztumusz uralkodói nevét, a Mindzsung (Minjung)ot.
Gyermektelenül halt meg.